# Anniken Obaidli
Anniken Obaidli (* 22. Juni 1995 in Molde) ist eine norwegische Handballspielerin.

## Karriere

### Im Verein
Anniken Obaidli spielte in Norwegen für Molde HK. In der Saison 2013/14 lief sie auf Leihbasis für Tertnes IL auf. Im Mai 2016 erlitt sie einen Kreuzbandriss, nach ihrem Comeback 2017 zog sie sich kurz darauf erneut einen Kreuzbandriss zu. 2021 wechselte sie zu Storhamar Håndball. Mit Storhamar Håndball gewann sie in der Saison 2023/24 die EHF European League, 2024 den norwegischen Pokalwettbewerb und 2025 die norwegische Meisterschaft.

### In Auswahlmannschaften
Mit der norwegischen Jugend-Nationalmannschaft nahm sie an der U17-Europameisterschaft 2011 teil und belegte den 3. Platz. Im Jahr darauf konnten sie bei der U18-Weltmeisterschaft 2012 ebenfalls den 3. Platz belegen. Mit den Juniorinnen nahm sie an der U20-Weltmeisterschaft 2014 teil und belegte den 9. Platz.
Im Juli 2015 gab sie ihr Debüt für die A-Nationalmannschaft. Wegen mehrerer Kreuzbandrisse absolvierte sie nur wenige Spiele und nahm bis 2024 an keinem großem Turnier teil. 2022 zog sie sich zunächst aus der Nationalmannschaft zurück. Trotzdem stand sie im Kader für die EM 2024, wo sie mit Norwegen Europameister wurde.

## Privates
Ihre Schwestern Sherin Obaidli und Mona Obaidli spielen ebenfalls Handball. Ihre Eltern stammen aus Bahrain.